# بيلز بيكر
بيلز بيكر (بالإنجليزية: Beals Becker)‏ هو لاعب كرة قاعدة أمريكي، ولد في 5 يوليو 1886 في إلدورادو في الولايات المتحدة، وتوفي في 16 أغسطس 1943 في هونتينغتون بارك في الولايات المتحدة.